# Terrell Hills (Texas)
Terrell Hills es una ciudad ubicada en el condado de Béxar en el estado estadounidense de Texas. En el Censo de 2010 tenía una población de 4878 habitantes y una densidad poblacional de 1.148,42 personas por km².

## Geografía
Terrell Hills se encuentra ubicada en las coordenadas 29°28′38″N 98°26′50″O / 29.47722, -98.44722. Según la Oficina del Censo de los Estados Unidos, Terrell Hills tiene una superficie total de 4.25 km², de la cual 4.25 km² corresponden a tierra firme y (0%) 0 km² es agua.

## Demografía
Según el censo de 2010, había 4878 personas residiendo en Terrell Hills. La densidad de población era de 1.148,42 hab./km². De los 4878 habitantes, Terrell Hills estaba compuesto por el 93.19% blancos, el 0.55% eran afroamericanos, el 0.25% eran amerindios, el 1.05% eran asiáticos, el 0.08% eran isleños del Pacífico, el 2.79% eran de otras razas y el 2.09% pertenecían a dos o más razas. Del total de la población el 15.52% eran hispanos o latinos de cualquier raza.

## Educación
El Distrito Escolar Independiente de Alamo Heights (AHISD) sirve a la mayoría de la ciudad. Las escuelas que sirven a la parte de AHISD son: Howard Early Childhood Center en San Antonio, Woodridge Elementary School en San Antonio, Alamo Heights Junior High School en San Antonio, y Alamo Heights High School en Alamo Heights.
El Distrito Escolar Independiente North East (NEISD) sirve a una parte pequeña de Terrell Hills. La Escuela Primaria Wilshire, la Escuela Secundaria Garner, ya la Escuela Preparatoria Douglas MacArthur, todos en San Antonio, sirven a la parte de NEISD.